# Ingus Jakovičs
Ingus Jakovičs (Madona, 18 aprile 1993) è un cestista lettone.

## Palmarès
- Campionato lettone: 2

VEF Riga: 2014-15
Ventspils: 2017-18
- Lega Lettone-Estone: 1

Ventspils: 2018-19
- Coppa d'Ucraina: 1

Budivelnyk: 2021